# Parkitect
Parkitect — это компьютерная игра в жанре симулятор строительства и управления, разработанная и изданная компанией Texel Raptor. После успешной кампании на Kickstarter и двухлетнего периода раннего бета- доступа, игра была выпущена 29 ноября 2018 года. Parkitect имитирует управление парком развлечений, аналогичное серии RollerCoaster Tycoon.

## Игровой процесс
Главной идеей игры является создание тематического парка развлечений. Подобно серии игр RollerCoaster Tycoon, игрок должен строить аттракционы, управлять парком и радовать своих гостей. Игрок может нанять персонал для удовлетворения потребностей парка. Parkitect вводит несколько особенностей, которые отличают её от классической серии RollerCoaster Tycoon, включая здания для персонала, склады ресурсов и скрытые зоны только для персонала.  Кроме того, в игре введена система карт ветвления в режиме кампании.

## Разработка
В марте 2014 года началась разработка как попытка симулировать физику каботажного судна, прежде чем было принято решение превратить ее в полноценную игру-симулятор тематического парка. 1 июня 2014 года Себастьян Майер опубликовал снимок экрана еще не названной игры на Reddit. Компания Texel Raptor запустила Kickstarter игры 22 августа 2014 года под именем Parkitect. К сентябрю 2014 года кампания собрала более 63 730 долларов США. С тех пор Texel Raptor еженедельно публикует изображения и статистику развития игры. Texel Raptor выпустил предварительную альфа-версию для желающих сделал предварительный заказ и поддержать игру в сентябре 2015 года. В апреле 2016 года. Texel Raptor объявила, что Parkitect будет выпущена Steam как игра с ранним доступом 5 мая 2016 года. Игра полностью выйдет из раннего доступа 29 ноября 2018 года.
В ноябре 2019 года Parkitect выпустила свое первое крупное расширение: Taste of Adventure . Расширение включает 10 уровней кампании, 2 темы (Candy and Adventure), 8 аттракционов и 4 магазина.

## Критика
Алекс Дональдсон из VG247 похвалил игру, заявив, что Parkitect связана «с первыми двумя  играми RollerCoaster Tycoon». Через два года после выпуска Parkitect в раннем доступе. Эллен МакГроуди из PC Gamer отметила, что игра «выросла из простого воссоздания симулятора изометрических американских горок в его эволюцию». Перед выпуском игры Мэтт Уэльс из Eurogamer написал, что в игре уже есть «процветающая» система моддинга.

## Оценки
| Сводный рейтинг    | Сводный рейтинг |
| Агрегатор          | Оценка          |
| ------------------ | --------------- |
| Metacritic         | (PC) 83/100     |
| Иноязычные издания |                 |
| Издание            | Оценка          |
| Destructoid        | 9/10            |
| Eurogamer          | Рекомендуется   |
| PC Gamer (US)      | 77/100          |

## Продажи
Летом 2018 года, благодаря уязвимости в защите Steam Web API, стало известно, что точное количество пользователей сервиса Steam, которые играли в игру хотя бы один раз, составляет 86 033 человека.